# خانه حسن دوست
خانه حسن دوست مربوط به دوره پهلوی است و در بیرجند، محله چهار درخت، خیابان منتظری، منتظری ۱۷ واقع شده و این اثر در تاریخ ۷ مهر ۱۳۸۱ با شمارهٔ ثبت ۶۳۶۷ به‌عنوان یکی از آثار ملی ایران به ثبت رسیده است.